# Ausländerkinder-Pflegestätte (Unterlüß)

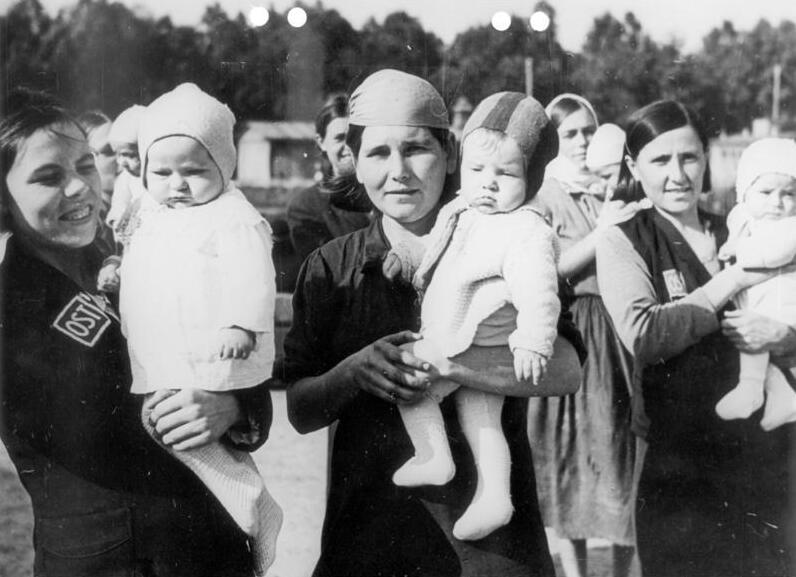
Zwangsarbeiterinnen mit ihren Babys im Dritten Reich (Propagandaaufnahme)

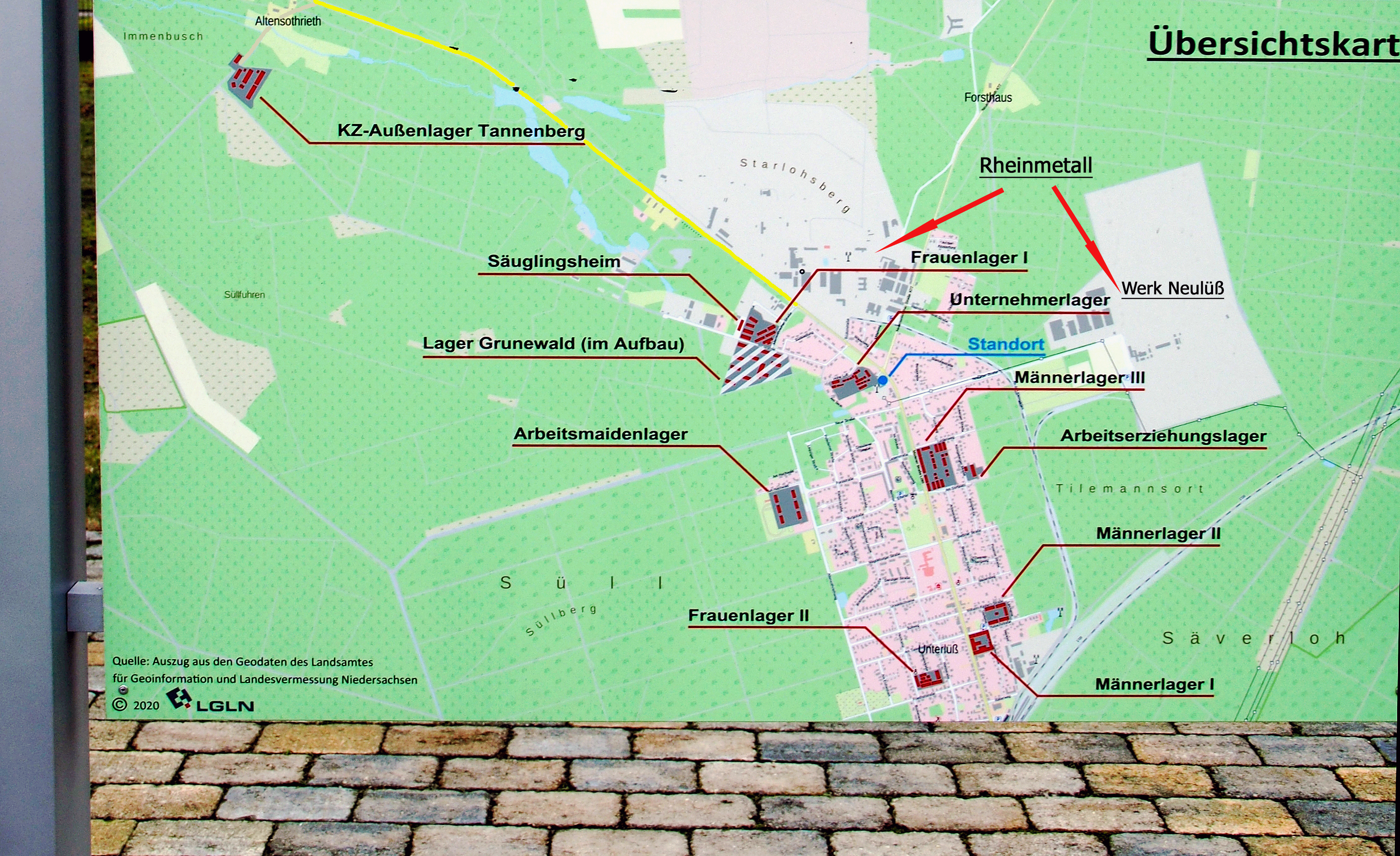
NS-Lager in Unterlüß; das Frauenlager I mit Säuglingsstation war im Ortsteil Hohenrieth

Die Ausländerkinder-Pflegestätte Unterlüß  war eine 1943 gegründete Entbindungs- und Kindereinrichtung für Zwangsarbeiterinnen im Frauenlager Hohenrieth der Rheinmetall-Borsig AG. Der Komplex bestand aus einer Entbindungsstation, der Kleinkinder-Baracke und dem später im August 1944 eingerichteten „Still-Lager“, zur „Aufnahme stillender Polinnen und Ostarbeiterinnen“. Aufgrund unzureichender Verhältnisse starb ca. jedes zweite in Unterlüß geborene und registrierte Kind.
Gegründet wurde sie vom Lüneburger Regierungspräsidenten, Gauarbeitsamt Osthannover, und der Rheinmetall Borsig AG, die in Unterlüß eine Munitionsanstalt betrieb.  Eine entsprechende Vereinbarung wurde am 10. November 1943 unterschrieben.

## Hintergrund
Die Umsetzung des Konzepts Ausländerkinder-Pflegestätten folgte einem rassen- und bevölkerungspolitischen „Konzept“, das die Nationalsozialisten im Reich 1943 für schwangere polnische und sowjetische Zwangsarbeiterinnen für das gesamte Reich entwickelt hatten. Da sie ab Ende 1943 verstärkt Personal für Rüstungsbetriebe und in der Landwirtschaft benötigten, verpflichteten sie vermehrt Frauen aus den besetzten Gebieten, die sie in Lagern im Reich unterbrachten. In den Lagern entstanden Beziehungen und Frauen wurden schwanger. Diese Kinder (in der Nazi-Terminologie: „rassisch minderwertiger Nachwuchs“) sollten, „entweder durch Abtreibung oder durch kalkulierte Vernachlässigung nach der Geburt getötet“ werden.

## Lage
Bei Unterlüß im heutigen Niedersachsen befand sich im Zweiten Weltkrieg nicht nur die Ausländerkinder-Pflegestätte Unterlüß, sondern es gab insgesamt 21 Lager mit 5000 Personen, „darunter ein „Arbeitserziehungslager“ der Gestapo, das Lager Tannenberg ein Außenlager des KZ Bergen-Belsen, Kriegsgefangenenlager und ein Lager für Säuglinge und Kleinkinder deren Mütter Zwangsarbeit bei der Rheinmetall-Borsig AG leisten mussten“.

## Geschichte
Die Trägerschaft der Einrichtung sollte Rheinmetall Borsig übernehmen, wofür eine bereits vorhandene Baracke hergerichtet werden sollte. Der Regierungspräsident Lüneburgs drängte darauf, dass der Landrat und der Oberbürgermeister von Celle ihm gegenüber den Sachstand hinsichtlich der „Pflegestätte“ berichten sollten. Am 9. August 1944 teilte Rheinmetall-Borsig mit, dass die Baracke bezugsfertig sei und sie wurde im August 1944 mit elf stillenden Ostarbeiterinnen und acht Polinnen belegt. Ein Vertrag über das Betreiben dieser „Pflegestätte“ wurde endgültig am 25. August 1944 geschlossen. Auf Befragen des Landrats antwortete Rheinmetall Borsig am 11. Dezember 1944, dass „ein großer Mangel an Wäsche, insbesondere Bettzeug und Windeln“ herrsche und die „gemachten Erfahrungen als gut zu bezeichnen sind.“ Die Pflegestätte war Anfang 1945 mit 47 Kindern überlegt und Rheinmetall Borsig erreichte, dass die Trägerschaft an die DAF übergeben wurde.

## Betreuung
Nach der Übergabe ist belegt, dass zwei Ärzte, eine Hebamme und eine deutsche Frau, offenbar die Heimleiterin, dort tätig waren. Ein Arzt berichtete, dass in einem Bett sechs bis sieben Kinder in einem Lagerraum von Rheinmetall Borsig lagen. Von den 131 Kindern, die in Unterlüß geboren und registriert wurden, starben mindestens 62. Fünf Säuglinge, deren Mütter bei Rheinmetall Borsig tätig waren, starben in der Ausländerkinder-Pflegestätte Nienhagen im Landkreis Celle.

## Nachwirken
Auf dem Gemeinde-Friedhof Unterlüß sind auf einem Grabstein 23 „Polen-Kinder“ und auf einem weiteren 37 „Russen-Kinder“ eingraviert. Inwieweit diese Zahlen einen Bezug zu der „Pflegestätte“ haben, ist nicht bekannt.
Seit Februar 2022 erinnern vier Tafeln und eine Stolperschwelle von Gunter Demnig an einem Gedenkort in Unterlüß an die vielen Opfer in den Lagern um Unterlüß.